# Клир Лејк Шорс (Тексас)
Клир Лејк Шорс (енгл. Clear Lake Shores) град је у америчкој савезној држави Тексас. По попису становништва из 2010. у њему је живело 1.063 становника.

## Демографија
Према попису становништва из 2010. у граду је живело 1.063 становника, што је 142 (11,8%) становника мање него 2000. године.
| Група             | 2000.         | 2010.       |
| Белци             | 1.115 (92,5%) | 953 (89,7%) |
| Афроамериканци    | 4 (0,3%)      | 12 (1,1%)   |
| Азијати           | 9 (0,7%)      | 8 (0,8%)    |
| Хиспаноамериканци | 40 (3,3%)     | 81 (7,6%)   |
| Укупно            | 1.205         | 1.063       |